# Cymothoe consanguis
Cymothoe consanguis är en fjärilsart som beskrevs av Aurivillius. Cymothoe consanguis ingår i släktet Cymothoe och familjen praktfjärilar. IUCN kategoriserar arten globalt som livskraftig. Inga underarter finns listade i Catalogue of Life.